# Serra Redonda
Serra Redonda là một đô thị thuộc bang Paraíba, Brasil. Đô thị này có diện tích 55,906 km², dân số năm 2007 là 7308 người, mật độ 130,7 người/km².